# Пепел (фильм)
«Пепел» (пол. Popioły) — фильм польского режиссёра Анджея Вайды (1965), экранизация одноимённого литературного произведения Стефана Жеромского.
Фильм посвящён участию поляков в наполеоновских войнах конца XVIII века и начала XIX века.

## Сюжет
В надежде, что Наполеон вернёт стране независимость, поляки присоединяются к его армии.
Действие происходит в Италии, Польше, Испании; финальная сцена — бегство Наполеона из России в 1812 г. Терпят крах мечты польской молодёжи, сражающейся на стороне Наполеона, о независимости Польши. С жестоким реализмом показаны в фильме тёмные стороны войны, в частности — бесчинства польских легионеров при взятии Сарагосы в 1809 г.

## Критика
Известный советский киновед Мирон Черненко упрекал режиссёра в пренебрежении законами развития сюжета: «Даже в экспортном, сокращённом самим Вайдой чуть ли не вдвое варианте некоторые эпизоды чрезмерно растянуты, словно режиссёру во что бы то ни стало нужно вглядеться в мельчайшие извивы и подробности эпохи: в бесшабашную праздничность масленицы, чопорную медлительность великосветского бала, экзотическую усталость масонских собраний». Но тот же автор отметил и положительный момент: «Этот фильм — свидетельство того, что история жива и сегодня, если она не повод для костюмированных маскарадов — комических или трагических, всё равно».

## В ролях
- Даниэль Ольбрыхский — шляхтич Рафал Ольбромский
- Богуслав Керц — Кшиштоф Цедро
- Пётр Высоцкий — князь Ян Гинтулт
- Беата Тышкевич — княжна Эльжбета
- Пола Ракса — Хелена де Вит
- Владислав Ханьча — отец Рафала
- Ян Свидерский — генерал Сокольницкий
- Ян Кёхер — генерал де Вит
- Збигнев Саван — отец Кшиштофа
- Юзеф Дуриаш — Пётр Ольбромский
- Збигнев Юзефович — Михцик
- Ян Новицкий — капитан Выгановский
- Роман Сыкала — гайдук
- Станислав Мариан Каминский — шляхтич
- Томаш Заливский — спутник князя Йозефа
- Рышард Петруский — перевозчик на реке
- Кшиштоф Литвин — спутник князя Понятовского
- Аркадиуш Базак — спутник князя Понятовского
- Станислав Микульский — польский солдат
- Зофья Сареток — тётка Хелены
- Барбара Вжесиньская — Зофка, сестра Рафала
- Януш Закженский — Наполеон Бонапарт
- Станислав Зачик — Юзеф Понятовский
- Богуслав Сохнацкий — польский солдат
- Адам Круликевич — польский шеволежер
- Рышард Филипский — офицер

## Дубляж на русский язык
- Рудольф Панков, Николай Александрович, Наталья Фатеева, Роза Макагонова, В. Комиссаров и другие.

Во время съёмок фильма упал с лошади и вскорости умер от полученных травм Адам Круликевич, первый в истории польский индивидуальный призёр Олимпийских игр.